# 埃德蒙·博钦格
埃德蒙·博钦格（英語：Edmund Bertschinger，1958年—），美国理论天体物理学家和宇宙学家，麻省理工学院物理学教授。

## 生平
1979年，博钦格在加州理工学院获得了物理学学士学位。1984年，他在普林斯顿大学获得了天体物理博士学位，导师是耶利米·欧斯垂克。之后，他在弗吉尼亚大学和加州大学伯克利分校进行博士后研究。1986年，他在麻省理工学院担任物理学助理教授，1996年成为正教授。
2007至2013年间，他担任物理系的负责人，目前他担任Institute Community and Equity Officer。他曾在各种旨在促进天文学和物理学领域女性和少数群体权益的机构任职。
博钦格获得了许多研究奖金和奖项，包括古根海姆奖和海伦·B·华纳奖天文学奖。他当选美国科学促进协会会员和美国物理学会会员。

## 学术贡献
博钦格知名于星系形成的大尺度模拟（N体模拟），研究星系速度场（本动速度）和相对论天体物理的各种问题。他对宇宙扰动理论和结构形成做出了重要的贡献。

## 部分出版物
- Bertschinger, Edmund; Zukin, Phillip. . Physical Review D. July 2008, 78: 1–13. Bibcode:2008PhRvD..78b4015B. arXiv:0801.2431 . doi:10.1103/PhysRevD.78.024015.
- Bertschinger, Edmund. . The Astrophysical Journal Supplement Series. November 2001, 137: 1–20. Bibcode:2001ApJS..137....1B. arXiv:astro-ph/0103301 . doi:10.1086/322526.
- Bertschinger, Edmund. . Annual Review of Astronomy and Astrophysics. September 1998, 36: 599–654. Bibcode:1998ARA&A..36..599B. doi:10.1146/annurev.astro.36.1.599.
- Bertschinger, Edmund. : 1–80. April 1995. Bibcode:1995STIN...9622249B. arXiv:astro-ph/9503125 .
- Ma, Chung-Pei; Bertschinger, Edmund. . The Astrophysical Journal. December 1995, 455: 7–25. Bibcode:1995ApJ...455....7M. arXiv:astro-ph/9506072 . doi:10.1086/176550.
- Bertschinger, Edmund; Dekel, Avishai. . Astrophysical Journal Letters. December 1989, 336: L5–L8. Bibcode:1989ApJ...336L...5B. doi:10.1086/185348.
- Bertschinger, Edmund. . The Astrophysical Journal Supplement Series. May 1985, 58: 39–65. Bibcode:1985ApJS...58...39B. doi:10.1086/191028.